# Васумітра
Васумітра — правитель імперії Шунга від 131 до 124 року до н. е.

## Життєпис
Був сином царя Агнімітри і Дхаріні, а також братом і спадкоємцем Васуджиєштхи. У п'єсі Малавікагнімітрам Калідаса згадував, що Васумітра охороняв жертовного коня свого діда Пуш'ямітри. Окрім того, Васумітра переміг армію «яванів» (індо-греків) біля річки Синдху.